# Trąby (województwo warmińsko-mazurskie)
Trąby – osada w Polsce położona w województwie warmińsko-mazurskim, w powiecie braniewskim, w gminie Płoskinia.
Miejscowość leży nad zachodnim brzegiem jeziora Pierzchalskiego.
W latach 1975–1998 miejscowość administracyjnie należała do województwa elbląskiego. Osada znajduje się w historycznym regionie Warmia.
W miejscowości brak zabudowy.

## Historia
1lipca 1284 biskup warmiński Henryk  Fleming nadał ziemie w miejscowości   Prusowi Trumpe i jego siostrzeńcowi, świadkiem nadania był Krystian  z miejscowości Kalkstein (Wapnik)